# Мигурский, Владимир Иосифович
Владимир Иосифович Мигурский (бел. Уладзімір Іосіфавіч Мігурскі; род. 13 июня 1968, Могилёв) — белорусский футболист, игравший на позиции защитника. Мастер спорта СССР.

## Клубная карьера
Профессиональную карьеру начал в 1985 году в могилёвском «Днепре». В том году Мигурский провёл 7 матчей и покинул клуб. Через 4 года вернулся обратно, в «Днепр», но в 1990 году покинул команду, перейдя в луганскую «Зарю». В следующем году перешёл в нижегородский «Локомотив», в котором в первом сезоне сыграл 29 матчей и забил 1 гол. После распада СССР в чемпионате России Мигурский принял участие лишь в одном матче (против «Крыльев Совета», заменив на 84 минуте Виталия Пападопуло). В 1992 году вернулся в Могилёв, где стал игроком местного «Торпедо». В 1995 году команде дошла до финала Кубка Белоруссии, где уступила «Динамо-93» в серии пенальти со счётом 6:7 (Мигурский реализовал свой пенальти). Сезон 1996/97 провёл в кувейтском клубе «Аль-Ярмук». Вернувшись в «Торпедо», Мигурский провёл ещё 2 сезона, после чего в 1997 году завершил карьеру, будучи игроком «Трансмаша».

## Достижения
- Финалист Кубка Белоруссии: 1994/95